# Bạch Sa, Bành Hồ
hương Bạch Sa (tiếng Trung: 白沙鄉; bính âm: Báishā Xiāng; Bạch thoại tự: Pe̍h-soa-hiong) là một hương (xã) thuộc huyện Bành Hồ, Đài Loan. Đảo Bạch Sa nằm ở phía bắc của đảo chính Bành Hồ, được nối với đảo Tây qua cầu vượt biển Bành Hồ dài 2,5 km (1,6 mi). Dân số của hương khoảng 10 nghìn người.

## Địa lý
Bờ phía bắc của đảo Bạch Sa được bao phủ bởi các mảnh vụn san hô và cát mịn, sau một thời gian dài tích tụ tạo thành một bãi cát trắng rộng lớn nên được đặt tên là "bạch sa".
Hương Bạch Sa gồm có hơn 20 đảo, bao gồm:
- Đảo Bạch Sa (白沙島; Báishā Dǎo, Pe̍h-sua-tó)
- Đảo Cát Bối (吉貝嶼; Jíbèi Yǔ , Kiat-puè-sū)
- Đảo Điểu (鳥嶼; Niǎo Yǔ, Tsiáu-sū), đảo có mật độ dân số cao nhất huyện
- Đảo Trung Đồn (中屯嶼; Zhōngzhūn Yǔ, Tiong-tun-sū)
- Đảo Đại Thương (大倉嶼; Dàcāng Yǔ, Tuā-tshng-sū)
- Đảo Viên Bối (員貝嶼; Yuánbèi Yǔ, Înn-puà-sū)
- Đảo Mục Đẩu (目斗嶼; Mùdǒu Yǔ, Ba̍k-táu-sū)
- Đảo Thiết Châm (鐵砧嶼; Tiězhēn Yǔ, Thih-tiam-sū)
- Đảo Cô Bà (姑婆嶼; Gūpó Yǔ, Koo-pô-sū)
- Đảo Hiểm Tiêu (險礁嶼; Xiǎnjiāo Yǔ, Hiám-ta-sū)

## Hành chính
Hương Bạch Sa gồm có 15 thôn:
- Thành Tiền (城前村, Chéngqián Cūn)
- Xích Khám (赤崁村, Chìkàn Cūn)
- Đại Thương (大倉村, Dàcāng Cūn)
- Cảng Tử (港子村, Gǎngzǐ Cūn)
- Hậu Liêu (後寮村, Hòuliáo Cūn)
- Giảng Mỹ (講美村, Jiǎngměi Cūn)
- Cát Bối (吉貝村, Jíbèi Cūn) trên đảo Cát Bối
- Điểu Dữ (鳥嶼村, Niǎoyǔ Cūn) trên đảo Điểu
- Kỳ Đầu (岐頭村, Qítóu Cūn)
- Thông Lương (通梁村, Tōngliáng Cūn)
- Ngõa Động (瓦硐村, Wǎdòng Cūn)
- Tiểu Xích (小赤村, Xiǎochì Cūn)
- Viên Bối (員貝村, Yuánbèi Cūn) trên đảo Viên Bối
- Trấn Hải (鎮海村, Zhènhǎi Cūn)
- Trung Đồn (中屯村, Zhōngzhūn Cūn) trên đảo Trung Đồn

## Nhân khẩu
Căn cứ thống kê của cơ quan dân chính huyện Bành Hồ, đến cuối năm 2022 hương Bạch Sa có 3,6 nghìn hộ, nhân khẩu khoảng 10 nghìn người, thôn có dân số đông nhất và ít nhất lần lượt là thôn Xích Khám và thôn Thành Tiền, cuối năm 2022 dân số hai thôn lần lượt là 2.053 người và 114 người.
Theo số liệu thống kê của cơ quan nội chính huyện Bành Hồ vào tháng 8 năm 2008, có tổng cộng 5384 người trên đảo chính Bạch Sa.

## Kinh tế
Hương Bạch Sa được đặt tên theo bãi biển cát trắng trải dài, trong hương có nhiều đảo lớn nhỏ, có bến cảng thuyền đánh cá, người dân trong hương sống chủ yếu bằng nghề đánh cá. Hương Bạch Sa là nơi duy nhất ở huyện Bành Hồ có nghề đánh bắt cá đinh hương, trong những năm gần đây, nghề nuôi cá đinh hương đã được đẩy mạnh vào "mùa đinh hương" vào mùa hè, rong biển ở đảo Cô Bà cũng là một loại rong biển đặc sản của địa phương. Hương Bạch Sa có xưng hiệu "xóm rong biển, thôn đinh hương".
Cư dân Bạch Sa sản xuất dưa Gia Bảo, mướp Bành Hồ và dưa Hami, và còn được gọi là quê hương của dưa và trái cây.

## Giáo dục
- Trung học Quốc dân Bạch Sa (澎湖縣立白沙國民中學)
- Trung học Quốc dân Trấn Hải (澎湖縣立鎮海國民中學)
- Trung học Quốc dân Cát Bối (澎湖縣立吉貝國民中學)
- Trung học Quốc dân Điểu Dữ (澎湖縣立鳥嶼國民中學)
- Tiểu học Quốc dân Trung Đồn (澎湖縣白沙鄉中屯國民小學)
- Tiểu học Quốc dân Xích Khám (澎湖縣白沙鄉赤崁國民小學)
- Tiểu học Quốc dân Điểu Dữ (澎湖縣白沙鄉鳥嶼國民小學)
- Tiểu học Quốc dân Giảng Mỹ (澎湖縣白沙鄉講美國民小學)
- Tiểu học Quốc dân Cát Bối (澎湖縣白沙鄉吉貝國民小學)
- Tiểu học Quốc dân Hậu Liêu (澎湖縣白沙鄉後寮國民小學)

## Du lịch

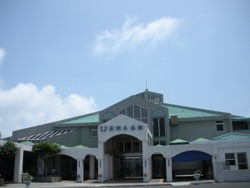
Thủy cung Bành Hồ

Nhà máy điện gió nằm ở thôn Trung Đồn, đây là nhà máy điện gió thế hệ thứ ba ở Bành Hồ. Nó được chính thức đưa vào hoạt động vào năm 2001. Có tổng cộng 8 cột điện gió, ngoài ra còn có một công viên ngắm biển.
Thủy cung Bành Hồ có diện tích 2,5 ha, có một tòa nhà hai tầng, ngoài ra còn có khu vực tiếp xúc với các sinh vật biển nhỏ.
Cây đa cổ đại Thông Lương nằm ở trước cung Bảo An ở thôn Thông Lương, là một cây đa cổ thụ có lịch sử lâu đời, ước tính ít nhất cũng đã sống trên trăm năm. Toàn bộ cây có tổng cộng 95 rễ trên không. Có diện tích che phủ 660 mét vuông, đây là cây đa lâu năm nhất ở Bành Hồ.
Cầu vượt biển Bành Hồ được hoàn thành vào năm 1965 và được mở rộng vào năm 1996 để trở thành một cây cầu hai làn xe mới. Tổng chiều dài của cây cầu là 2.494 mét, bắc giữa đảo Tây và đảo Bạch Sa, là cây cầu quy mô lớn đầu tiên ở Bành Hồ. Ở nơi giao giữa cây cầu và đảo Tây, có một trung tâm dịch vụ du lịch, có thể dùng để nghỉ ngơi.